# Guarea leonensis
Guarea leonensis là một loài thực vật có hoa trong họ Meliaceae. Loài này được Hutch. & Dalziel mô tả khoa học đầu tiên năm 1928.